# Velika Pišnica
Velika Pišnica je gorski potok, koji se kod Jasne, umjetnog jezera kod Kranjske Gore u sutoci s Malom Pišnicom ulijeva u Pišnicu. 
Nastaje spajanjem potoka Suhe Pišnica i Velike Suhe Pišnice u Krnici, alpskoj dolini, pod Razorom, Prisojnikom i Škrlaticom. Ob nje vodi makadamski šumski put, koji je namijenjen opskrbi planinske kuće u Krnici. 

## Vanjske poveznice
- Geopedija, interaktivni atlas Slovenije  Arhivirana inačica izvorne stranice od 29. srpnja 2017. (Wayback Machine)